# Notsodipus meedo
Notsodipus meedo är en spindelart som beskrevs av Norman I. Platnick 2000. Notsodipus meedo ingår i släktet Notsodipus och familjen Lamponidae.
Artens utbredningsområde är Western Australia. Inga underarter finns listade i Catalogue of Life.